# Microregiunea Salgótarján
Microregiunea Salgótarján (în maghiară Salgótarjáni kistérség) a fost o microregiune statistică (kistérség) din județul Nógrád, Ungaria.
Cu o populație de 61.736 locuitori și o suprafață de 474,62 km2, aceasta a existat până în 2014, când în Ungaria, microregiunile ”kistérségek” au fost înlocuite de districte (járások).